# Azienda Trasporti Livornese
Azienda Trasporti Livornese S.r.l. in liquidazione, nota anche attraverso l'acronimo ATL, è un'azienda pubblica che ha gestito il trasporto pubblico locale a Livorno e in gran parte della sua provincia, compresa l'isola d'Elba. 
A partire dal 2013, anno in cui le attività legate al trasporto pubblico sono confluite in Compagnia Toscana Trasporti Nord, ATL è in liquidazione.

## Storia

Stazione della funicolare di Montenero

La decisione di dotare Livorno di una linea tranviaria a cavalli per il trasporto pubblico risale al 1875. La linea fu inaugurata il 22 maggio 1881: il percorso, seguendo l'andamento della passeggiata a mare, si sviluppava dal centro cittadino fino a raggiungere il quartiere di Ardenza.
Nel 1897 furono attivati i primi tram elettrici che sul finire del 1906 sostituirono definitivamente quelli a trazione animale; frattanto la linea fu estesa fino ad Antignano e la gestione passò alla "Società Livornese a Trazione Elettrica".
Pochi mesi dopo, nel 1908, si registra l'inaugurazione della funicolare di Montenero, per agevolare il collegamento tra la città e il celebre santuario mariano ubicato nella parte più alta del colle.

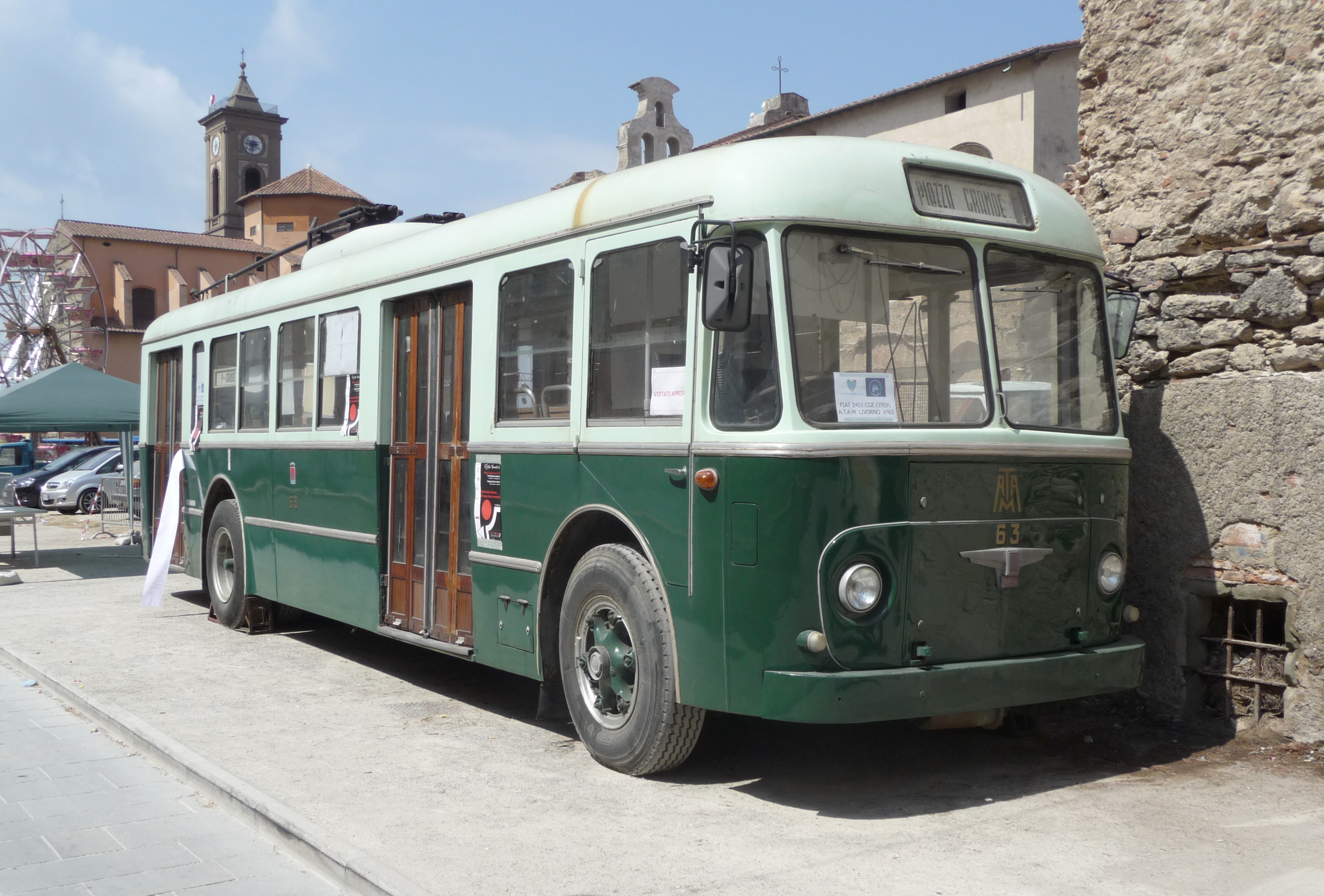
Filobus ex ATAM restaurato

Nel 1935, la graduale attivazione della rete filoviaria, gestiti dalla Società Trasporti Urbani (STU), un'azienda del gruppo Fiat, portò ad una progressiva riduzione delle linee tranviarie.
Il successivo scoppio della seconda guerra mondiale ed i disastrosi bombardamenti sulla città di Livorno causarono ingenti danni anche al trasporto pubblico.
Nel dopoguerra la gestione della rete filoviaria passò all'ATAM (Azienda Trasporti Autofiloviari Municipale). Negli anni sessanta furono impiegati i primi autobus di linea, che portarono ad un minore impiego dei veicoli a trazione elettrica; nel 1974 fu presa la decisione di smantellare l'intera rete filoviaria.
Nel 1979 all'ATAM subentrò la ACIT (Azienda Consorziale Interprovinciale Trasporti), che riuniva insieme il trasporto pubblico di Pisa e Livorno.
Il tracollo dell'impresa portò alla formazione, nel 1987, di due aziende distinte, l'ATL a Livorno e l'APT a Pisa (quest'ultima poi sostituita dalla CPT), fino alla riunificazione delle stesse nel 2012, assieme ad altri soggetti del trasporto pubblico toscano, nella Compagnia Toscana Trasporti Nord.
Dal 2012 la società è entrata a far parte della Compagnia Toscana Trasporti Nord, in cui ATL ha conferito tutto il proprio ramo d'azienda che gestisce il trasporto pubblico locale.

## Esercizio

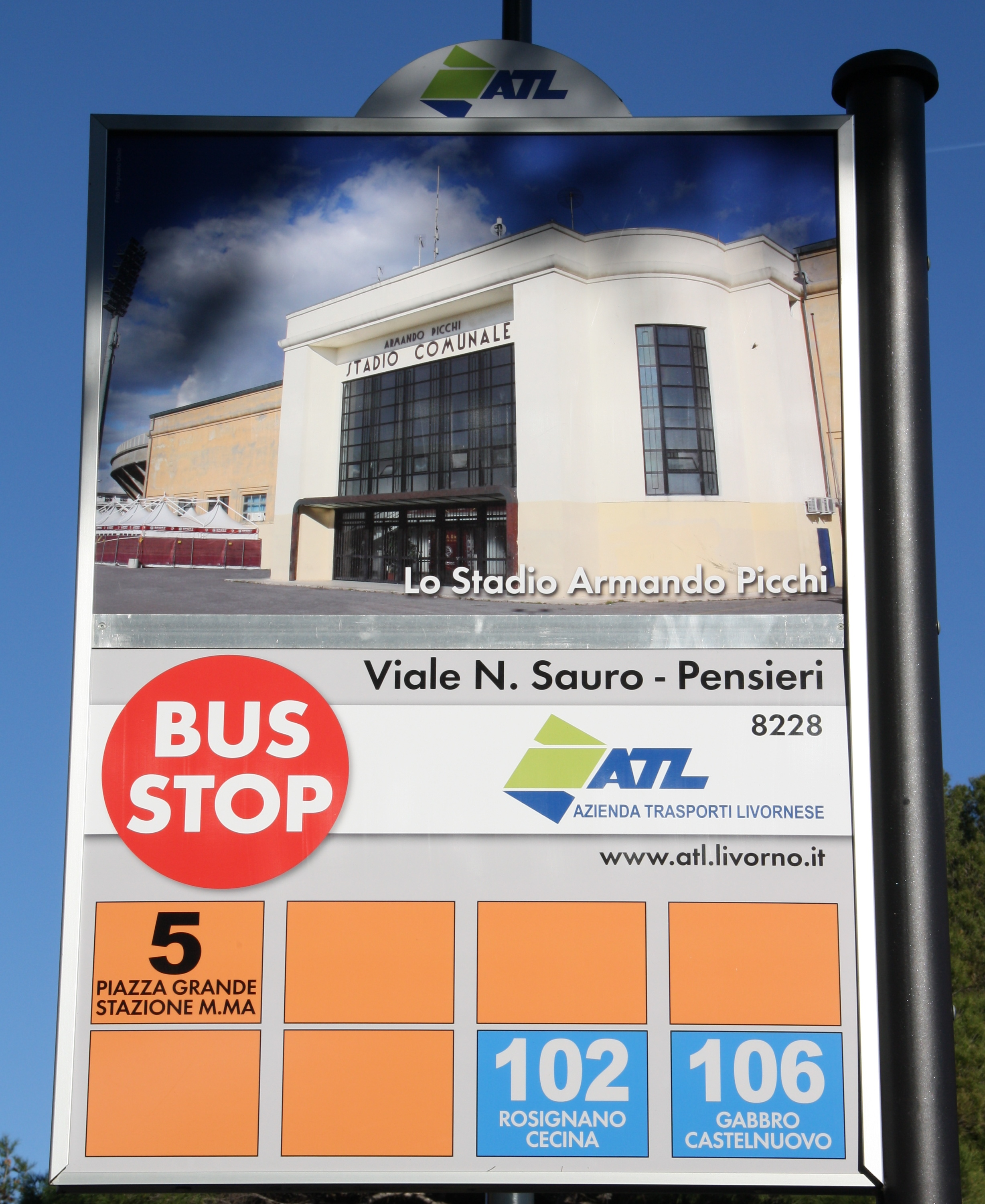
Palina di una fermata del servizio urbano di Livorno

ATL S.p.A. gestiva direttamente il trasporto pubblico locale nella città di Livorno, a Rosignano Marittimo, Cecina e nell'Isola d'Elba in qualità di soggetto unico.
L'azienda gestiva inoltre la funicolare di Montenero e i servizi extraurbani per Pisa, l'entroterra livornese e lungo la costa fino a Piombino.

## Parco aziendale
Nel 2006, la flotta era costituita da 152 autobus urbani, 19 minibus utilizzati come pronto bus, 10 suburbani, 69 interurbani, 9 pollicino per disabili e 8 granturismo.